# Heinrich Nützel
Heinrich Nützel (* 31. Oktober 1863; † 9. April 1934) war ein deutscher Orientalist und Numismatiker.
1891 wurde er an der Universität Jena bei Johann Gustav Stickel promoviert. Im gleichen Jahr wurde Mitarbeiter des Berliner Münzkabinetts, zunächst als wissenschaftlicher Hilfsarbeiter, ab 1897 als Direktorialassistent und von 1912 bis zu seinem Ruhestand infolge eines Unfalls Ende 1926 als Kustos der orientalischen Münzen. Im Januar 1927 zog er nach Tübingen. 1907 wurde ihm der Titel Professor verliehen.
Er befasste sich mit der Numismatik des Orients und publizierte den Katalog der orientalischen Münzen des Berliner Münzkabinetts nach Dynastien geordnet.

## Schriften (Auswahl)
- Münzen der Rasuliden, nebst einem Abriss der Geschichte dieser jemenischen Dynastie. Pormetter, Berlin 1891 (Dissertation).
- Der Mahdi-Aufstand im Sudan und die daraus hervorgegangenen Münzen. In: Berliner Münzblätter 15, 1894
- Katalog der orientalischen Münzen. Band 1: Die Münzen der östlichen Chalifen. Spemann, Berlin 1898.
- Katalog der orientalischen Münzen. Band 2: Die Münzen der muslimischen Dynastieen Spaniens und des westlichen Nordafrika. Spemann, Berlin 1902.